# Falsacionismo sofisticado
El falsacionismo sofisticado es el nombre que da Imre Lakatos a su crítica a la epistemología y al falsacionismo, basada en lo que él denomina programas de investigación científica.
La metodología de los programas de investigación supone un paso más allá en el falsacionismo ya que resuelve algunos de sus problemas. Debido a esto, Lakatos pasa a denominar falsacionismo ingenuo al defendido por Karl Popper en su libro La lógica de la investigación científica, mientras que llama falsacionismo sofisticado a las sugerencias más tardías de Popper, así como a su propia metodología de los programas de investigación.
Lakatos intentó adaptar el sistema de Popper a la nueva situación creada por Thomas Kuhn. La intención de Popper era realizar una reconstrucción racional de la historia de la ciencia que muestre que esta progresa de modo racional. Sin embargo, la historia de la ciencia muestra que la ciencia no avanza solo falsando teorías con hechos, sino que hay que tener en cuenta la competencia entre teorías y la confirmación de teorías. Por eso Lakatos sustituye el falsacionismo ingenuo de Popper por un falsacionismo sofisticado. En la realidad la ciencia no evalúa una teoría aislada, sino un conjunto de teorías que conforman lo que Lakatos llama programa de investigación científica (también llamado paradigma). Un programa de investigación se rechaza al completo cuando se dispone de un sustituto superior que explique todo lo que explicaba el anterior más otros hechos adicionales. Lakatos reconoce que la dificultad de este esquema radica en que, en la práctica, puede costar años llevarlo a cabo, o incluso ser inaplicable en programas de investigación muy complejos.

## Crítica al falsacionismo ingenuo
Lakatos señala diversos problemas del falsacionismo ingenuo apoyándose constantemente en la historia de la ciencia y afirma (parafraseando la famosa frase de Kant) que «la filosofía de la ciencia sin la historia de la ciencia es vacía; la historia de la ciencia sin la filosofía de la ciencia es ciega». A continuación se muestran algunos de los problemas clave que Lakatos observa en el falsacionismo ingenuo:
- La ciencia no avanza por medio de falsación de teorías. Un experimento que refuta una teoría no hace que se abandone, sino que los científicos suelen apelar al experimentador para que revise sus métodos, instrumentos y teoría experimental. Lakatos muestra como ejemplo el programa de William Prout. Además, las teorías se perfilan con hipótesis ad hoc de forma más habitual de lo pensado (véase Tesis de Duhem-Quine) y ello no significa que sean incorrectas o haya que desecharlas, como propone el falsacionismo ingenuo.
- Los experimentos cruciales que refutan teorías no se dan realmente, sino que esta denominación se adjudica a algunos experimentos retrospectivamente cuando se ha aceptado una nueva teoría. Este hecho no parece muy racional, pues en ocasiones se denomina así a experimentos cuyos autores pensaban que corroboraban una teoría en lugar de refutarla. Como ejemplo, cita el experimento de Michelson-Morley y otros.
- Las teorías científicas nacen refutadas. Muestra como ejemplo la teoría de la gravitación de Newton, la cual nació con anomalías y esto no impidió su desarrollo hasta convertirse en una de los mayores logros científicos de la humanidad. El falsacionismo ingenuo la hubiese rechazado inmediatamente al nacer por estar refutada.
- El modo propuesto por el falsacionismo ingenuo -en que aparecen y cambian las teorías- no se corresponde con la realidad histórica y adolece de simplismo. Respecto a la elección entre teorías compatibles con la experiencia obtenida hasta el momento, Popper da algunos criterios que podrían enmarcarse en su falsacionismo más refinado (grados de corroboración).

## Metafalsacionismo
Lakatos reflexiona sobre la posibilidad de elaborar un metacriterio para juzgar la validez del racionalismo crítico de Popper (falsacionismo), considerando un servicio de valor epistemológico enunciar las instancias empíricas falsadoras del falsacionismo. Es decir, definir las consecuencias empíricas del falsacionismo, que tal teoría sería incapaz de resistir, y, en coherencia con su lógica, se auto–obligaría a abandonar su criterio de demarcación. Luego, el metacriterio que postula Lakatos se enunciará así: «...si un criterio de demarcación es inconsistente con las evaluaciones básicas de la élite científica, debe ser rechazado».

## Crítica a los paradigmas de Kuhn
Además de criticar el falsacionismo de Popper, critica la idea de revolución científica de Kuhn por su carácter irracional, ya que considera que los científicos no cambian de teoría simplemente por propaganda, intuición o persuasión, sino que existen métodos y factores racionales para la evaluación de teorías científicas que pueden indicar objetivamente si una es mejor que otra.
También critica la inconmensurabilidad entre paradigmas de Kuhn y Paul Feyerabend pues defiende que si bien los paradigmas son incomparables e inconsistentes entre sí, con la ayuda de un diccionario se pueden hacer consistentes y comparables. Es decir, se pueden eliminar teorías frente a teorías rivales de forma objetiva y afirma que su metodología racional puede aplicarse para esta evaluación de programas de investigación.

## Programas de investigación
La propuesta de Lakatos es un falsacionismo sofisticado que a su juicio subsana los problemas antes mencionados. Así, defiende que las teorías no deben observarse individualmente, sino en conjuntos de teorías relacionadas en serie de modificaciones que conforman lo que él denomina un programa de investigación. Estas modificaciones que dan lugar a nuevas teorías dentro del programa también reciben el nombre de cambios de problemática. Dicho de otro modo: un programa de investigación consiste en una cadena de teorías las cuales son fruto unas de otras de manera secuencial (T1, T2, ...) debido a modificaciones realizadas para explicar y predecir más hechos.

### Criterio de demarcación
Bajo esta visión, Lakatos afirma que una modificación en un programa de investigación es progresiva teóricamente si predice hechos nuevos o inesperados, mientras que es progresiva empíricamente si, además, algunos de estos hechos nuevos han sido corroborados experimentalmente (asumiendo el convencionalismo revolucionario de Popper). Como criterio de demarcación entre ciencia y no-ciencia, establece que una teoría es científica si es progresiva empíricamente (lo cual implica ser progresiva teóricamente). Es decir, si predice hechos nuevos y explica parte de estos además de los ya conocidos. Un programa con estas características se dirá que es progresivo.
Esto último permite atajar el problema de las modificaciones ad hoc sobre las teorías para acomodar nuevos hechos, de manera que según lo dicho arriba, esas modificaciones no supondrían un progreso teórico al no predecir hechos nuevos, por lo que no se considerarían científicas. Un programa de investigación en este estado de no-progreso se dice que está degenerando o en regresión.

### Estructura de un programa de investigación
Los programas de investigación científica están formados por un núcleo firme de hipótesis irrefutables (por convenio) y un cinturón protector de hipótesis auxiliares y métodos que constituyen una heurística positiva. Más allá del cinturón protector se encuentran las condiciones iniciales establecidas para la resolución de problemas concretos.
El núcleo firme lo constituye una heurística negativa que se encarga de prohibir ciertos hechos y se asume irrefutable por decisión metodológica de sus defensores como parte esencial del programa. Las hipótesis que lo forman impiden que se aplique el modus tollens debido a su negatividad, de modo que será el cinturón protector el encargado de reajustarse y cambiar para hacer frente a las contrastaciones. Así, el núcleo firme permanece intacto e inmutable y solo cabe su abandono cuando deja de anticipar hechos nuevos.
El cinturón protector es el conjunto de hipótesis auxiliares y métodos que forman la heurística positiva del programa de investigación con la que se aborda la resolución de problemas y la predicción de nuevos hechos. Se denomina protector porque es, en última instancia, la parte que recibe y contrarresta los ataques dirigidos hacia el programa. Así, pueden añadirse nuevas hipótesis auxiliares o modificar las existentes para acomodar los nuevos resultados experimentales y predecir nuevos hechos, dejando el núcleo firme lejos del peligro. La heurística positiva puede formularse como un principio metafísico relativo a consideraciones creativas que no tienen por qué estar basadas en hechos. Como ejemplo, Lakatos muestra que el programa newtoniano se resume en: «Esencialmente, los planetas son superficies gravitatorias en rotación que tienen una forma aproximadamente esférica», es decir, un principio metafísico que sin haber sido mantenido rígidamente, ha propiciado la heurística positiva del programa. A diferencia de la heurística negativa, esta es mucho más flexible y admite cambios profundos o incluso su sustitución por otra nueva, sin abandonar el núcleo firme.
Las modificaciones de este cinturón que sean meramente ad hoc supondrán una regresión del programa en lugar de un progreso, de manera que lo convertirán en peor programa que otro que explique lo mismo y a la vez prediga hechos nuevos (y explique parte de ellos).
Para ilustrar lo explicado anteriormente, Lakatos muestra que el programa de investigación de la gravedad newtoniana posee un núcleo firme compuesto por sus tres leyes de la dinámica y la ley de gravitación universal; una heurística consistente en el soporte matemático: el cálculo diferencial, la teoría de la convergencia y las ecuaciones diferenciales e integrales; y un cinturón de hipótesis auxiliares que incluye la óptica geométrica, la teoría de la refracción atmosférica de Newton, etc.

### La influencia de las anomalías
Lakatos defiende que los programas de investigación nacen, de hecho, refutados (según el criterio falsacionista), es decir, con anomalías. Mientras que un falsacionista ingenuo rechazaría una teoría refutada, Lakatos aboga por separar la refutación del rechazo, de manera que un programa de investigación con anomalías no tiene por qué ser abandonado. Es más, argumenta mediante ejemplos históricos, tales como la teoría de la gravitación de Newton y la teoría de los pesos atómicos de William Prout, que el éxito de un programa de investigación no se debe a que presente más o menos anomalías, sino a que el programa sea fructífero en términos de explicación de hechos y de predicción de otros nuevos.
Además, muestra cómo los programas de investigación progresivos no prestan demasiada atención a las anomalías, a diferencia de los que comienzan a estancarse, que se caracterizan por la proliferación de hipótesis ad hoc que acomodan las evidencias en contra sin predecir hechos nuevos. Estos casos podrían compararse con el periodo de crisis kuhniana, donde la incapacidad heurística del programa le resta fuerza frente a otros que expliquen algo más que él y predigan hechos nuevos.

### Elección entre distintas teorías
Al separar refutación y rechazo, Lakatos defiende que la ciencia es en realidad un campo de batalla donde numerosos programas de investigación se baten tratando de explicar más que sus contrincantes. Un programa no es refutado por sus anomalías (como defiende el falsacionismo ingenuo), sino que resulta sustituido por otro programa que explique más hechos y con más poder heurístico. Como ejemplo, la teoría de la relatividad general de Albert Einstein sustituye a la gravedad newtoniana debido a que explica todo lo que esta y, además, otros hechos como el perihelio de Mercurio, sin ser sus hipótesis ad hoc y a pesar de poseer también anomalías. Dicho de otra forma: un programa de investigación científica es mejor que otro si es más progresivo, tanto en sentido teórico, como en empírico y heurístico.
En conclusión, esta sustitución de teorías degenerativas por otras progresivas es fundamentalmente la versión de Lakatos del concepto de revolución científica que introdujo Kuhn.

### Crítica de Feyerabend
Paul Feyerabend, filósofo de la ciencia y amigo de Imre Lakatos, afirma en su libro Contra el método que la metodología de los programas de investigación no es una metodología racionalista real, pues no tiene un elemento prescriptivo bien definido, es decir, reglas racionales que determinen de forma clara y precisa cómo deben decidir los científicos respecto a las teorías. Antes bien, estas son tan flexibles que darían cabida a programas tales como el marxismo o el psicoanálisis, que el mismo Lakatos no considera científicos.
Así, según Feyerabend, esta metodología sería una especie de guía de actuación científica que, aunque puede ayudar a hacer ciencia, no determina racionalmente su naturaleza ni el proceso de elección entre teorías. Feyerabend se refiere, por ejemplo, a los criterios de demarcación y de elección entre teorías, que según él quedan en manos de los científicos y no de verdaderas normas racionales. Por tanto, la metodología de Lakatos se reduciría en última instancia a aquello que él mismo critica de Kuhn: la evaluación libre del trabajo científico por parte de los científicos, según sus convicciones, criterios, influencias externas, etc.
Finalmente, Feyerabend concluye que la metodología de los programas de investigación es una metodología irracional, solo que adornada de preceptos racionales no vinculantes. Es decir, esta no haría más que defender lo que el mismo Feyerabend defiende: la ciencia como práctica libre, no constreñida al racionalismo limitante (cf. Anarquismo epistemológico).
Por otra parte, Feyerabend critica el meta-criterio falsacionista que defiende Lakatos (ver arriba) aduciendo que las supuestas evaluaciones de la elite científica no son más que un sesgo irreal. Según Feyerabend, un análisis profundo de la cuestión revela que no existe en ninguna época un criterio común de evaluación por parte de la elite científica, sino que en general los científicos tienen ideas epistemológicas y metodológicas personales variables según la educación recibida. Además, en muchos casos estas ideas son bastante vagas e incluso propias de tradiciones epistemológicas que la filosofía de la ciencia contemporánea ya dejara de lado.

## Falsacionismo sofisticado en Popper
Según Lakatos, se pueden identificar dos Popper distintos en cuanto a sus publicaciones sobre el falsacionismo: un Popper1 falsacionista ingenuo y un Popper2 falsacionista sofisticado. El primero sería el de La lógica de la investigación científica, mientras que el segundo sería el que propone refinamientos sobre su falsacionismo original. Esta segunda etapa puede verse en los artículos publicados por Popper en las décadas de 1950 y 1960.